# Grapholita caecana
Grapholita caecana is een vlinder uit de familie bladrollers (Tortricidae). De wetenschappelijke naam is voor het eerst geldig gepubliceerd in 1847 door Schlager.
De soort komt voor in Europa.